# Abi Gamin
Abi Gamin lub Ibi Gamin – szczyt w Himalajach. Leży w stanie Uttarakhand, w Indiach, blisko granicy z Chinami. Abi Gamin jest 76tym szczytem Ziemi. Należy do grupy górskiej, w której inne ważne szczyty to: Mukut Parbat, Kamet, Mana i Nanda Devi.
Pierwszego wejścia na szczyt dokonali szwajcarscy wspinacze: René Dittert, Alfred Tissieres i Gabriel Chevalley 22 sierpnia 1950 r.